# Влада Јована Мариновића
Влада Јована Мариновића била је на власти од 3. новембра 1873. до 7. децембра 1874. године. Највеће изненађење био је избор министра унутрашњих дела — Аћима Чумића. Влада је за нешто више од годину дана покушала да реши велики број унутрашњих питања и питања спољне политике, али без већих успеха. Остала је упамћена као прва парламентарна влада у Кнежевини Србији јер је поднела оставку због неповерења Скупштине. Писмо које је Аћим Чумић упутио Јовану Мариновићу фебруара 1875. године објашњава разлоге због којих је дошло до неслагања министара и оставке владе. Он у писму детаљно излаже све грешке те владе, као и разлоге због којих је прихватио да састави своју краткотрајну владу.

## Историја
Ристићеву владу заменила је конзервативна влада Јована Мариновића који је уједно био и министар спољних послова. Министарство унутрашњих послова преузео је младоконзервативац Аћим Чумић, док је Ценић постао министар просвете. Конзервативног политичара Илију Гарашанина, са његовим појмовима и схватањима из доба Турака, прегазило је време. Кнез се одлучио за Мариновића пре свега јер је он био огорчен Ристићев противник. Сам Мариновић био је против сваког страначког обележавања, те се његова влада ни не може назвати конзервативном. Огорчен, Ристић напада не само нову владу већ и Мариновића лично, као и неке министре у његовој влади (нпр. Аћима Чумића). Новембра 1873. године одржано је редовно заседање Народне скупштине. Током мандата Мариновићеве владе, Скупштина је представљала опозиционо тело. Скупштину из 1871. године чинили су већином Ристићеви либерали те се она окренула против председника владе који је уживао пуну подршку кнеза Милана. Кнез ју је отворио престоном беседом, док је Скупштина на беседу одговорила адресом којом су посланици тражили: Закон о општини, Закон о министарској одговорности (да се појача одговорност министара) и измену Закона о штампи (у смислу веће слободе). Скупштинска дебата о Закону о штампи вођена је на последњој седници (почетак 1874. године). Каљевић је тврдио да слобода штампе и полицијска цензура не иду једно са другим и тражио је укидање појединих чланова закона о слободи штампе. Посебно му је сметао члан 48 који је влади давао право да у року од три месеца угаси лист који пише негативно о влади.
Престону беседу треба схватити као програм владе, а адресу као програм Скупштине. Мариновићева влада била је либералнија према опозицији од Ристићеве. Поред Ристићевих либерала, опозицију Мариновићевој влади чиниле су и присталице Светозара Марковића. Они га нападају преко крагујевачког листа „Јавност“ који почиње излазити новембра 1873. године. Марковићев утицај постаје све већи јер је својим социјалистичким идејама привлачио масе и унутар и изван граница Србије. Владу и кнеза забринула је појава овог листа, те су одлучили да му стану на крај.
Влада Јована Мариновића спровела је и извесне популарне мере. Највећу пажњу заслужује Закон о потпуном укидању телесне казне (децембар 1873. године). За време Карађорђа и кнеза Милоша Обреновића примењивана је шиба: преступник је три пута пролазио кроз шпалир од 300 момака. Временом је казна смањена на 100, а потом на 50 удараца, док је укинута казна шибања и стављање мртвих тела на точак. Уочи доношења овог закона примењивана је само казна од 50 удараца и то на скитнице, слуге, шегрте, надничаре, лопове и пустахије. Закључено је да се телесном казном не постиже циљ, да је она понижавајућа. Током Мариновићеве владе одржана је јануара 1874. године и ванредна седница Скупштине поводом оптужбе Јована Белимарковића, бившег министра војног, да је набавком војне опреме без лицитације оштетио државу за милион гроша. Под утицајем кнеза Милана, Белимарковић је ослобођен оптужбе већином гласова. Скупштински избори од октобра 1874. године имају велики значај за историју политичких странака у Кнежевини Србији, јер се тада почињу назирати контуре будућих странака: Народно либералне (од 1859), Намесничке странке (коју су чиниле присталице Ристића) и владине странке. Адам Богосављевић, један од аутора адресе Народне скупштине, одиграо је значајну улогу на овој седници.
Богосављевић је на седници од 24. новембра 1874. године постао један од четири секретара Скупштине. У предлогу адресе већ се назирао политички програм Адама Богосављевића. Тражило се: општинска самоуправа, унапређење просвете, јачање војне моћи земље, унапређење пољопривреде, занатства, индустрије и трговине, судска независност, потпуна слобода штампе, одвајање полицијске од судске власти, слобода јавних зборова. Председник владе Јован Мариновић изјавио је како се не може прихватити адреса Скупштине. Адам Богосављевић је говорио да Народно представништво (Скупштина) има иста права као и влада. Влада није прихватила предлог адресе јер је био исувише радикалан. Предлог адресе усвојен је са само три гласа више. Мариновићу је то био знак да је изгубио подршку у народу, чиме је образложио своју оставку. Кнез је оставку уважио и за новог председника владе и министра унутрашњих послова именовао Аћима Чумића.

## Чланови владе
| Функција                                                  | Слика            | Име и презиме     | Детаљи             |
| --------------------------------------------------------- | ---------------- | ----------------- | ------------------ |
| Председник министарског савета и министар иностраних дела |                  | Јован Мариновић   |                    |
| Министар унутрашњих дела                                  |                  | Аћим Чумић        |                    |
| Министар правде                                           |                  | Ђорђе Д. Ценић    |                    |
| Министар финансија                                        |                  | Чедомиљ Мијатовић |                    |
| Министар просвете и црквених дела                         |                  | Филип Христић     |                    |
| Министар војни                                            |                  | Коста Протић      |                    |
| Министар грађевина                                        |                  | Коста Магазиновић | до 23.5/6.6. 1874. |
| Министар грађевина                                        | Љубомир Ивановић |                   |                    |